# Family Feud: La batalla de los famosos
Family Feud: La batalla de los famosos es un concurso en el que dos equipos, formados por cinco personalidades conocidas cada uno, compiten en distintas pruebas y juegos con una finalidad benéfica. Se trata de la cuarta adaptación española del programa norteamericano Family Feud tras Todo queda en casa, ¿Cómo lo veis? y ¡Vaya peña!, todos ellos emitidos en La 1 de TVE. Esta versión con famosos se estrenó el viernes 30 de julio de 2021 en Antena 3 y cuenta con Nuria Roca como presentadora.

## Mecánica
Dos equipos de cinco concursantes con un vínculo común compiten entre ellos para ganar dinero respondiendo las preguntas de una encuesta. Cada ronda comienza con una pregunta de "cara a cara" entre dos contrincantes para determinar qué equipo empieza. Así, la presentadora hace una pregunta de la encuesta que se planteó previamente a un grupo de 100 personas como, por ejemplo, "Nombra la hora a la que te levantas los domingos por la mañana". Un número determinado de las respuestas están ocultas en la pantalla, clasificadas según la popularidad de las respuestas de la encuesta. Solo las respuestas dichas por al menos dos personas pueden aparecer en el tablero. El primer concursante que activa el pulsador da una respuesta; si es la más popular, su equipo gana inmediatamente el enfrentamiento. De lo contrario, el oponente responde y el miembro del equipo que proporcione la respuesta más dicha por los encuestados gana. Si la respuesta de ninguno de los concursantes está en el tablero, los otros ocho concursantes tienen la oportunidad de responder, uno cada vez, alternándose, hasta que se revele una respuesta. El grupo que gane el enfrentamiento puede optar por jugar la pregunta o pasársela a sus oponentes.
El equipo que tiene el control de la pregunta debe intentar ganar la ronda adivinando todas las respuestas ocultas restantes, y cada miembro ha de dar una respuesta. Decir una respuesta incorrecta o no responder supone un fallo, pudiendo tener hasta un total de dos, ya que al tercer fallo, se produce un rebote para que sus oponentes, si aciertan una de las respuestas, tengan la oportunidad de "robarles" los puntos de la ronda. De lo contrario, se los lleva el equipo que tenía el control desde el principio. Si los oponentes tienen la oportunidad de "robar" los puntos, entonces solo el capitán de su equipo debe responder la pregunta. A continuación, se revelan las respuestas ocultas restantes en el tablero que no fueron adivinadas.
Las respuestas valen un punto por cada persona en la encuesta de 100 miembros que las dieron. El equipo ganador en cada ronda obtiene el total de puntos que valen todas las respuestas, incluidas las dadas durante el enfrentamiento cara a cara, pero excluyendo la utilizada para robar (si corresponde). El número de respuestas en el tablero disminuye de ronda en ronda y, a medida que avanza el juego, ciertas rondas se juegan por un valor de puntos dobles o triples.
Al final del juego principal, el equipo ganador selecciona a dos de sus miembros para jugar la ronda final del programa. En ella, un concursante está en el plató con la presentadora, mientras que el otro está fuera con auriculares para no escuchar ni ver nada. Al primer participante se le hacen cinco preguntas de encuesta rápida y tiene un límite de tiempo establecido de 20 segundos para responderlas; el tiempo comienza a correr solo después de que se lance la primera pregunta, y el primer participante puede pasar una pregunta y volver a ella después de que se hayan formulado las cinco, si queda tiempo. Una vez que el primer participante ha terminado de responder o se le acaba el tiempo, se le otorga un punto por cada persona en la encuesta que dio la misma respuesta. Después de que se hayan contado estos puntos, se despeja el tablero, excepto la puntuación total, y se saca al segundo participante para que responda las mismas cinco preguntas, esta vez con un tiempo de 25 segundos. Para ello, se siguen las mismas reglas, aunque si el segundo concursante repite una respuesta dada por el primero, suena un timbre y debe dar otra respuesta.
Finalmente, si los dos concursantes alcanzan un total combinado de 200 puntos o más, el equipo gana un premio en efectivo de 15.000 euros para donarlo a una fundación benéfica. En caso contrario, el premio es de 5.000 euros.

## Equipo
| Edición      | 1            |
| Presentadora | Presentadora |
| ------------ | ------------ |
| Nuria Roca   |              |

### Concursantes
| Gala 1 | Tu cara me suena                                                          | Mask Singer                                                                    |
| Gala 1 | Manel Fuentes Àngel Llàcer Chenoa Lolita Flores Carlos Latre              | Arturo Valls Javier Ambrossi Javier Calvo Paz Vega José Mota                   |
| Gala 2 | OT 2001                                                                   | Eurovisión                                                                     |
| Gala 2 | Rosa López David Bustamante Gisela Manu Tenorio Natalia                   | Karina Soraya Arnelas Daniel Diges Miki Núñez David Fernández                  |
| Gala 3 | El hormiguero                                                             | Zapeando                                                                       |
| Gala 3 | Jorge Marron Marta Hazas Juan Ibáñez Damián Mollá Juan del Val            | Dani Mateo Lorena Castell Miki Nadal Marta Torné Boticaria García              |
| Gala 4 | Amiguetes                                                                 | Un, dos, tres                                                                  |
| Gala 4 | Santiago Segura Leo Harlem Florentino Fernández David Guapo Sara Sálamo   | Mayra Gómez Kemp Miriam Díaz Aroca Beatriz Carvajal Arévalo Ángel Garó         |
| Gala 5 | Homo Zapping                                                              | Me resbala                                                                     |
| Gala 5 | José Corbacho Esther Arroyo Mónica Pérez Edu Soto Raúl Pérez              | Laura Sánchez Agustín Jiménez Llum Barrera La Terremoto de Alcorcón El Sevilla |
| Gala 6 | Caiga quien caiga                                                         | Concurseros                                                                    |
| Gala 6 | Pablo Carbonell Juanra Bonet Eugeni Alemany Tonino Estíbaliz Gabilondo    | Jorge Fernández Silvia Jato Luján Argüelles Irma Soriano Jaime Cantizano       |
| Gala 7 | Cómicos                                                                   | Deportistas                                                                    |
| Gala 7 | Santi Rodríguez Valeria Ros Pepe Viyuela Secun de la Rosa Sara Escudero   | Amaya Valdemoro Gemma Mengual Fernando Romay Juanma López Iturriaga Jaime Nava |
| Gala 8 | Física o química                                                          | Un paso adelante                                                               |
| Gala 8 | Blanca Romero Adam Jezierski Adrián Rodríguez Sandra Blázquez Andrea Duro | Natalia Millán Pablo Puyol Raúl Peña Mónica Cruz Dafne Fernández               |

     El equipo ganó el duelo y el premio de la final (15.000€).
     El equipo ganó el duelo pero no la final (5.000€).
     El equipo perdió el duelo y no pasó a la prueba final.

## Episodios y audiencias
| N.º | Duelo                                 | Fecha de emisión | Audiencia         |
| --- | ------------------------------------- | ---------------- | ----------------- |
| 1   | Tu cara me suena vs. Mask Singer      | 30/07/2021       | 1 410 000 (13,0%) |
| 2   | Operación Triunfo 2001 vs. Eurovisión | 06/08/2021       | 1 177 000 (11,3%) |
| 3   | El hormiguero vs. Zapeando            | 13/08/2021       | 1 329 000 (13,6%) |
| 4   | Amiguetes vs. Un, dos, tres           | 20/08/2021       | 1 204 000 (12,0%) |
| 5   | Homo Zapping vs. Me resbala           | 27/08/2021       | 1 052 000 (11,3%) |
| 6   | Caiga quien caiga vs. Concurseros     | 27/08/2021       | 636 000 (9,4%)    |
| 7   | Deportistas vs. Cómicos               | 03/09/2021       | 1 024 000 (9,1%)  |
| 8   | Física o Química vs. Un paso adelante | 10/09/2021       | 1 233 000 (10,4%) |

### Family Feud: Temporadas
| Temporada                              | Programas | Fecha | Cadena   | Audiencia         |
| -------------------------------------- | --------- | ----- | -------- | ----------------- |
| Family Feud: La batalla de los famosos | 8         | 2021  | Antena 3 | 1 133 000 (11,3%) |